# Mafiosos y mormones
Mafiosos y mormones es una película de 2005. Fue escrita, dirigida y producida por John Moyer que también interpreta un papel en la película. También está producida por Kurt Hale y Dave Huntar de Halestorm Entertainment.
Carmine es parte de la mafia en Filadelfia, deseando ser pronto ascendido a capitán. Mientras está haciendo su trabajo, él y su equipo son fotografiados por el FBI realizando actividades ilegales. Después de una discusión, Carmine decide testificar contra su jefe, después pasa al Programa de Protección de Testigos. Su familia se mueve a Utah, en el corazón del Corredor Mormón.